# Scinax ruber
La ranita listada (Scinax ruber) es una especie de anfibio anuro de la familia Hylidae.
Habita en Bolivia, Brasil, Colombia, Ecuador, Guayana Francesa, Guayana, Martinica, Panamá, Perú, Puerto Rico, Santa Lucía, Surinam, Trinidad y Tobago, Venezuela y posiblemente en Paraguay.
Sus hábitats naturales incluyen bosques tropicales o subtropicales secos, montanos secos, sabanas secas y húmedas, pantanos, marismas de agua dulce, corrientes intermitentes de agua, pastos, plantaciones, jardines rurales, áreas urbanas, zonas previamente boscosas ahora muy degradadas, estanques, canales y diques.